# Шеффер, Антон

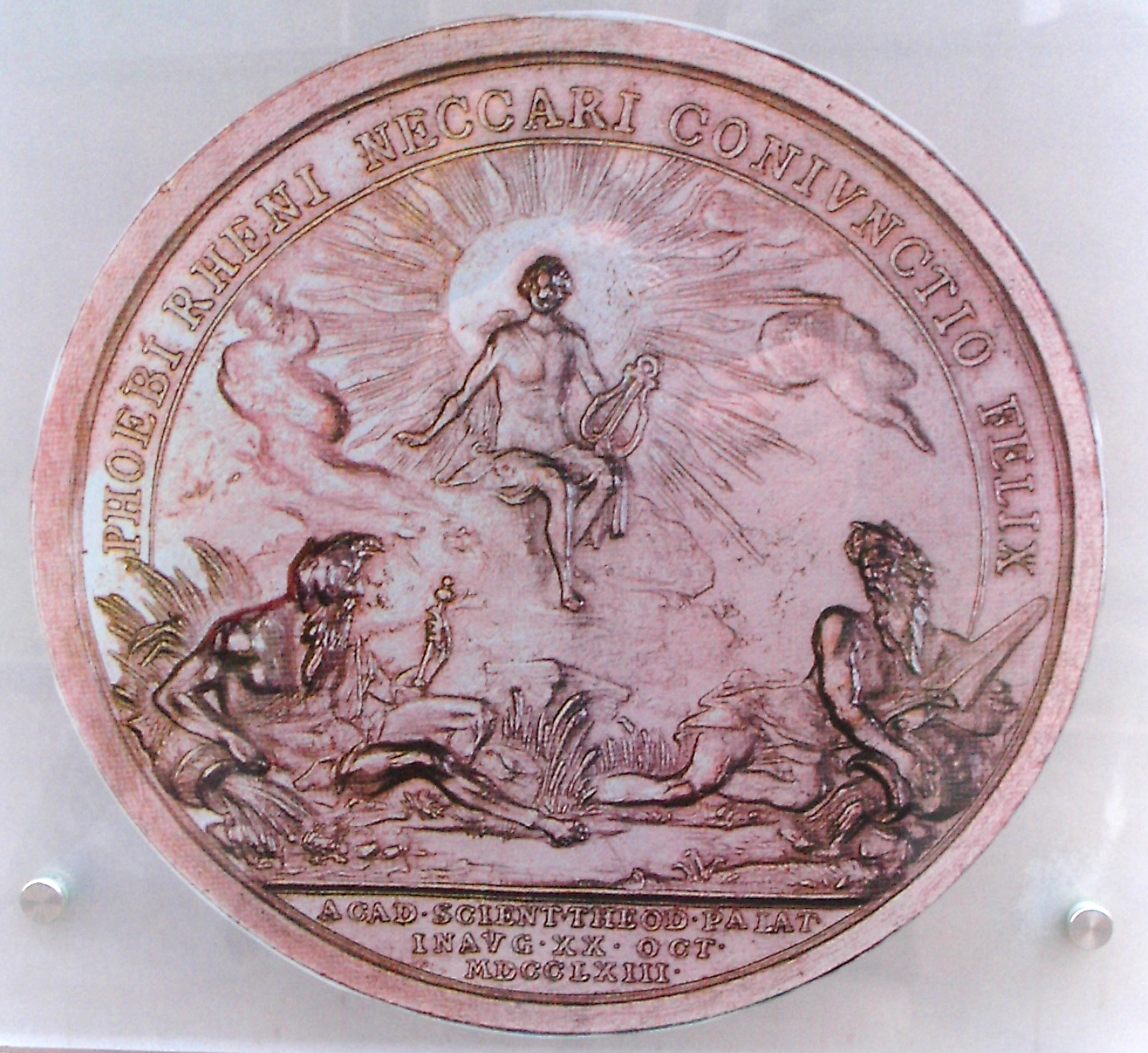
Медаль на годовщину основания Академии наук Курпфальца в Мангейме

Антон Шеффер (нем. Anton Schäffer, 1722, Дюссельдорф — 1799) — немецкий медальер, минцмейстер и резчик монетных штемпелей.
Отец Антона, Виганд Шеффер, был курпфальцским медальером и вардейном. С 1748 года Антон под руководством отца работал монетным гравёром на пфальцском монетном дворе в Мангейме.
Создал штемпеля ряда монет Курпфальца: дукатов из рейнского золота 1763 и 1764 годов, конвенционных талеров 1766 и 1775 годов и др..
Создал ряд памятных медалей, в том числе: на освящение церкви иезуитов в Мангейме (1760), на основание Академии наук (1763), на основание Академии изящных искусств (1768). В 1758 году закончил серию из 26 медалей, посвящённых предкам курфюрста Пфальца Карла IV Теодора.
Свои работы преимущественно подписывал инициалами «A.S.».